# ملعب مدينة ريتشموند
ملعب مدينة ريتشموند (بالإنجليزية: City Stadium)‏ هو ملعب رياضي  متعدد الأختصاصات تأسس في سنة 1929 بمدينة ريتشموند ، فيرجينيا يلعب حاليا في هذا الملعب فريق ريتشموند كيكرز.